# Phisidia castanea
Phisidia castanea är en ringmaskart som beskrevs av Hartmann-Schröder och Rosenfeldt 1989. Phisidia castanea ingår i släktet Phisidia och familjen Terebellidae. Inga underarter finns listade i Catalogue of Life.